# Мальтийский тигр

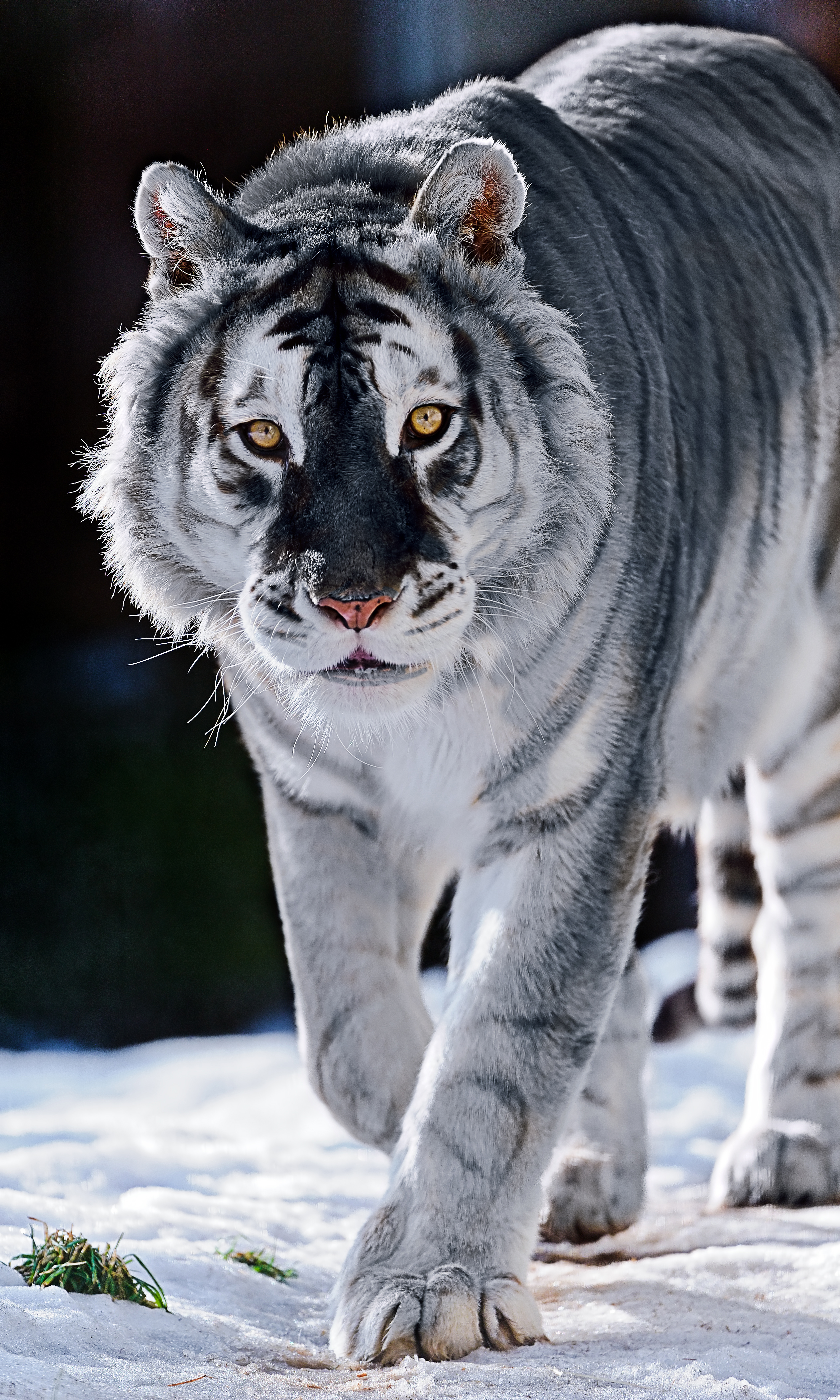
Китайский тигр с голубовато-серым мехом в представлении художника

Мальтийский тигр (кит. трад. 馬耳他虎, упр. 马耳他虎, кор. 말타자드?, 馬耳他虎?, вьет. Hùm xám, cọp xám, hổ xám, hổ lam, hổ xanh) — криптид, мистическая особь китайского тигра с голубовато-серым мехом, как у ледниковых медведей, и чёрными полосками. Якобы обитает в китайской провинции Фуцзянь, в Корее и Вьетнаме. Такое название он получил по аналогии с так называемым «мальтийским» окрасом домашней кошки (преимущественно серо-голубой сверху и такой же или чуть более светлый снизу, также иногда такой окрас называют «голубым»).

## Наблюдения
Примерно в 1910 году Гарри Колдуэлл, американский миссионер и известный охотник, утверждал, что видел голубого тигра и охотился на него за пределами Фучжоу. Он описал свои поиски в книге «Синий тигр» (1924), а его товарищ по охоте Рой Чепмен Эндрюс — «Привалы и тропинки в Китае» (1918, седьмая глава)
Окрас этого зверя поразительно красив. Сверху имеет нежный мальтийский оттенок, который переходит в светло-серо-голубой на нижних частях тела. У него те же полосы, что и у классического жёлтого тигра.Колдуэлл, цитировал Чепмен
Другое сообщение поступило от сына американского солдата, который служил в Корее во время корейской войны. Мужчина утверждал, что его отец видел голубого тигра в горах недалеко от нынешней демилитаризованной зоны. О голубых тиграх сообщалось также в Мьянме.

## Возможные причины необычного окраса
В небольших и изолированных популяциях генетический дрейф может вызывать необычные признаки, такие как аномальная окраска. Не наносящие ущерба мутации могут в небольших изолированных популяциях расширяться. Кроме того, если мутантный ген обеспечивает преимущества, такие как лучший камуфляж, мутантные особи могут успешно конкурировать с особями без мутации; это происходит быстрее у небольшого инбредного популяционного типа панмиксамии.

## Галерея
Все существующие изображения мальтийского тигра — либо картины, либо фотомонтаж.

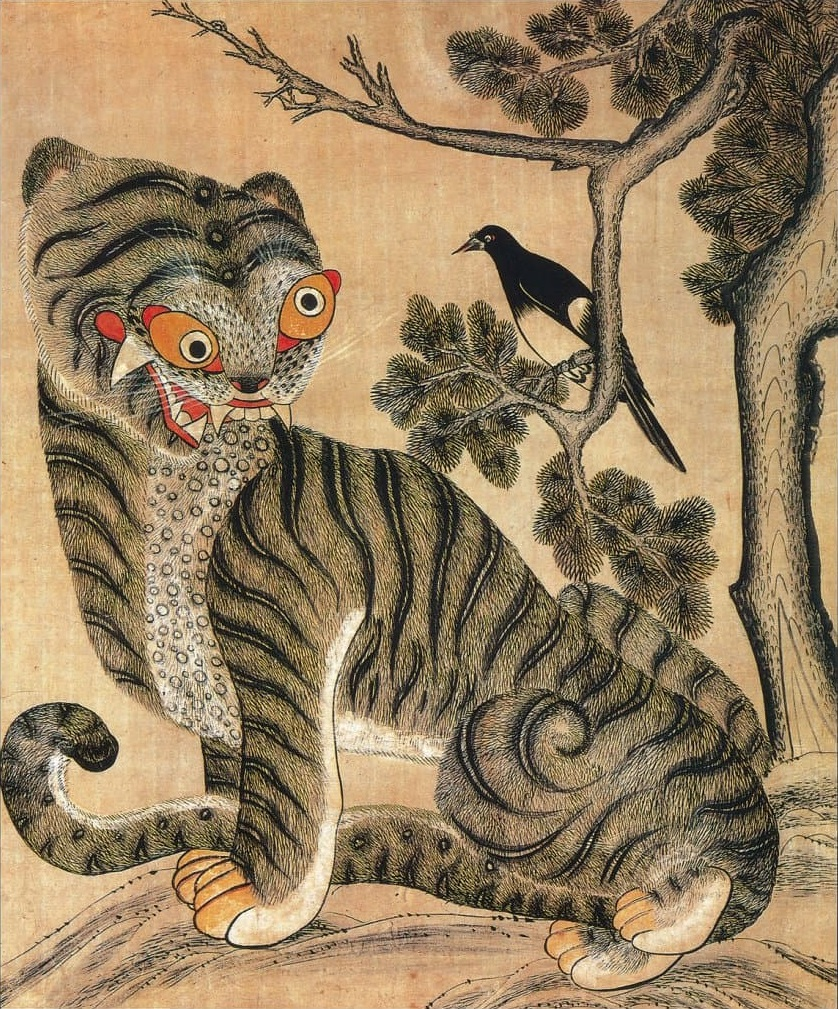
Корейская зарисовка неизвестного художника
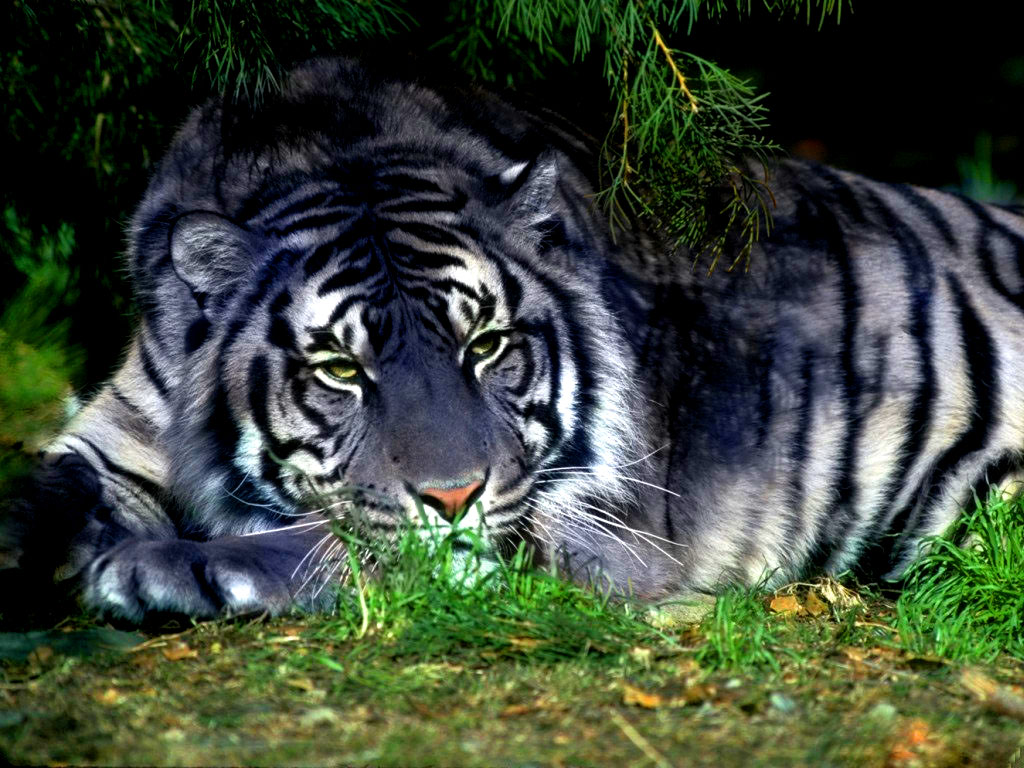
Фотореалистичная компьютерная графика, не фотография (!)
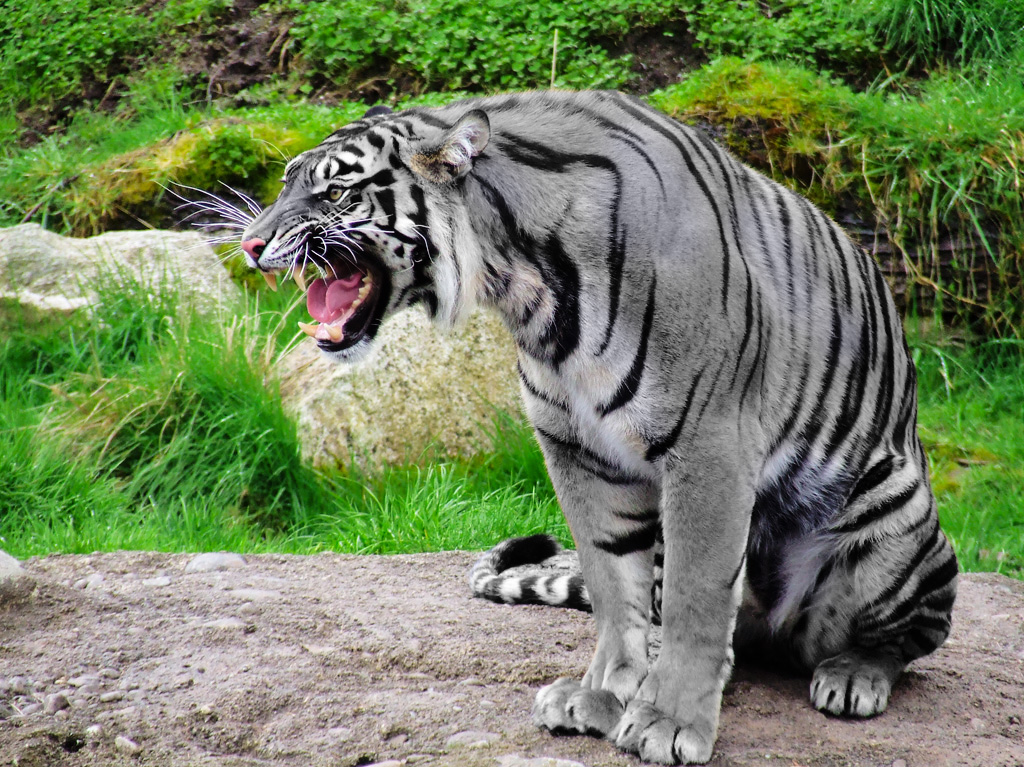
Фотореалистичная компьютерная графика, не фотография (!)